# Susegad
Susegad é um conceito associado ao estado Indiano de Goa. Derivado do termo em português sossegado, é geralmente confundido com a atitude pacífica e leve diante à vida que diz-se ter existido historicamente em Goa, uma ex-colônia portuguesa. A revista Footprint Travel Guides descreve o conceito como "uma atitude de relaxamento e aproveitamento da vida ao máximo". Em verdade, o que "susegad" significa, de acordo com a maioria dos peritos, é uma forma de vida contente que existe no estado. Como fraseado por um escritor do Sunday Times, Goa é "o bairro Latino do Sudeste Asiático: indulgente, tolerante, inconstante, imersa numa lassidão tropical e casada com o mar".
O término pode também carregar conotações negativas como "indolência", e em anos recentes, há opiniões que afirmam que a cultura tranquila goense do susegad erodiu face aos estresses modernos. Além disso, é um exemplo do que certos etnógrafos sugerem: que "representações turísticas do Oriente como uma periferia de lazer do Ocidente exótica, atemporal e autêntica estão embutidas num discurso colonial que perpetua a exploração hegemônica do Oriente".